# Zlodowacenie północnopolskie

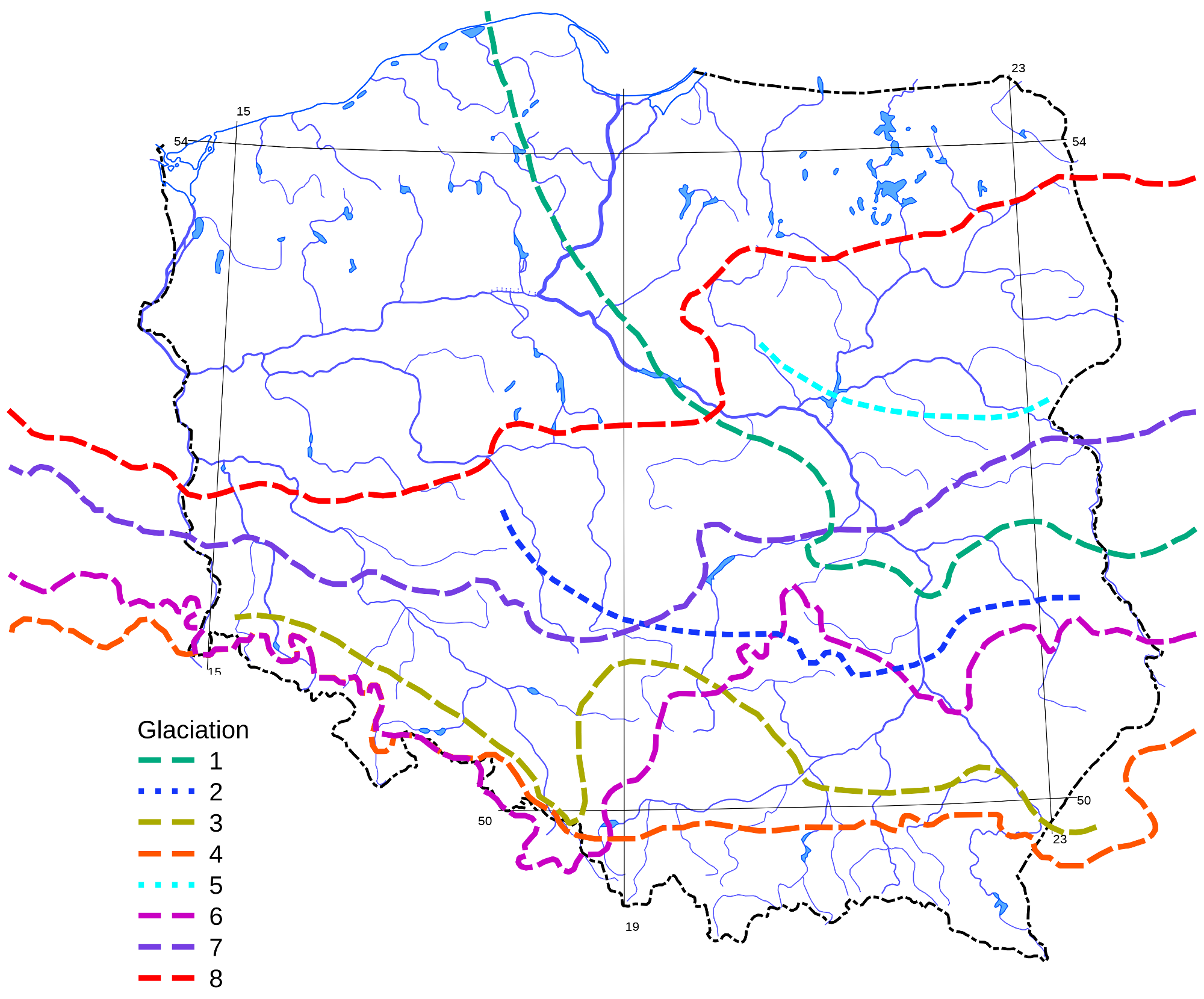
Maksymalny zasięg ostatniego zlodowacenia (przerywana czerwona linia) na tle starszych zlodowaceń plejstoceńskich na obszarze Polski

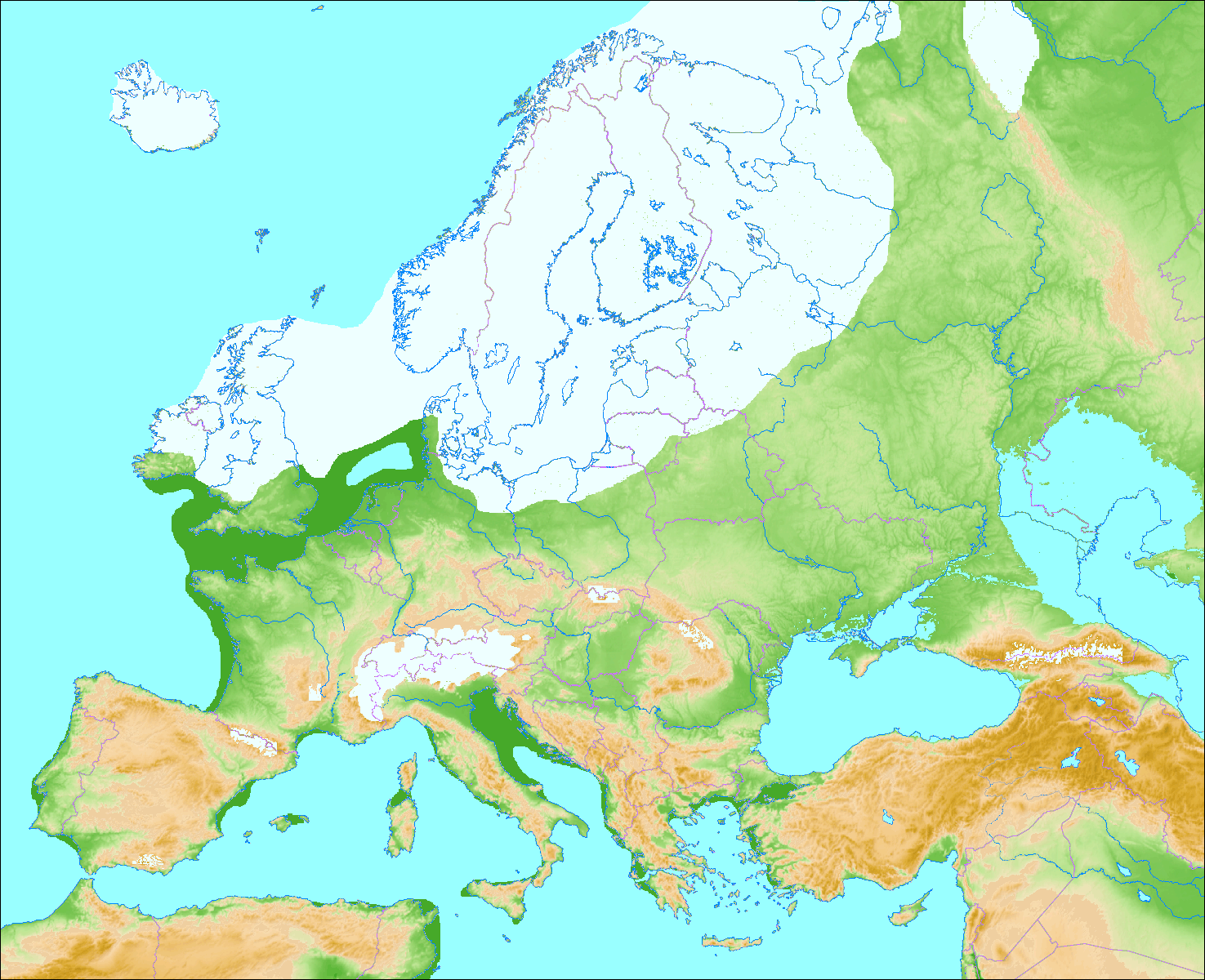
Zasięg lądolodu w Europie podczas zlodowacenia wisły (würm, dewens)

Zlodowacenie północnopolskie, zlodowacenie bałtyckie, ostatnie zlodowacenie, zlodowacenie wisły, vistulian – najmłodsze ze zlodowaceń plejstoceńskich. Trwało od 115 tys. lat temu do 11,7 tys. lat b2k (przed rokiem 2000). Poprzedził je interglacjał eemski, a po nim nastąpił holocen – uznawany za otwarty interglacjał.

## Nazwa
Zlodowacenie północnopolskie w języku angielskim nosi nazwę Weichselian glaciation, za pośrednictwem niemieckiego terminu Weichsel-Kaltzeit, gdzie Weichsel oznacza Wisłę. Do innych określeń tego okresu należą „zlodowacenie bałtyckie”, „zlodowacenie wisły”, jak też "Vistulian".
Mniej więcej ten sam okres w rejonie Alp obejmuje zlodowacenie würm, w Ameryce Północnej zlodowacenie wisconsin, na Wyspach Brytyjskich zlodowacenie dewens.

## Zasięg

### W Polsce
Około 22-20 tys. lat temu lądolód vistuliański osiągnął swój maksymalny zasięg w Europie Środkowej, docierając do równoleżnika współczesnego Leszna. Generalizując, jego maksymalne rozprzestrzenienie pokrywa się z południową granicą występowania strefy jezior polodowcowych: Pojezierze Leszczyńskie, Pojezierze Lubuskie, Pojezierze Wielkopolskie, Pojezierze Kujawskie, Pojezierze Pomorskie i Pojezierze Mazurskie.
Na obszarach objętych wówczas zlodowaceniem występują najlepiej wykształcone formy rzeźby polodowcowej, tzw. rzeźby młodoglacjalnej. Na terenie Polski północnej i środkowej występują trzy szczególnie wyraźnie ciągi moren czołowych, odpowiadające trzem fazom postojowym czoła lądolodu:
- faza leszczyńska (maksymalny zasięg lądolodu, ok. 20 tys. lat BP);
- faza poznańska (ok. 18,8 tys. lat BP)
- faza pomorska (ok. 16 tys. lat BP)[5].

Oprócz tych głównych faz można zaobserwować drobniejsze ciągi moren czołowych, odpowiadające krótszym postojom cofającego się lądolodu (np. subfazy krajeńska i kaszubsko-warmińska). Ostatniemu postojowi lądolodu na terytorium Polski odpowiadają moreny czołowe między Darłowem a jeziorem Gardno (subfaza gardzieńska, ok. 14 tys. lat BP).

### W Europie
Maksymalny zasięg ostatniego zlodowacenia objął m.in. cały Półwysep Skandynawski, wschodnią część Półwyspu Jutlandzkiego, północną część Wysp Brytyjskich i znaczną część Alp.

### W Ameryce Północnej
W Ameryce Północnej lądolód laurentyjski objął dzisiejsze tereny Kanady i północnych stanów USA, do jeziora Michigan. Miąższość powstałego lądolodu wynosiła prawie dwa kilometry.

## Podział
Zlodowacenie północnopolskie dzieli się na:
- późny glacjał, od 15 tys. lat temu do 11,7 tys. lat temu
- pełny (=plenivistulian), od 70 tys. lat temu do 15 tys. lat temu
  - górny,  25–15 tys. lat temu
  - środkowy, 55–25 tys.lat temu
  - dolny, 70–55 tys. lat temu
- wczesny, 115–70 tys. lat temu